# Netrodera
Netrodera is een geslacht van kevers uit de familie van de loopkevers (Carabidae). De wetenschappelijke naam van het geslacht is voor het eerst geldig gepubliceerd in 1850 door Chaudoir.

## Soorten
Het geslacht Netrodera is monotypisch en omvat slechts de volgende soort:
- Netrodera vethi (Bates, 1889)